# George Harvey
George Harvey (n. 9 ianuarie 1878, Gloucestershire, Anglia, Regatul Unit al Marii Britanii și Irlandei – d. 3 octombrie 1959, Alicedale, Eastern Cape, Africa de Sud) a fost un trăgător de tir ce a reprezentat Africa de Sud, medaliat olimpic. A participat la 2 ediții ale Jocurilor Olimpice (1912, 1920) în care a câștigat o medalie de argint.